# Coupeur industriel
Le coupeur industriel (aussi coupeur prêt-à-porter) est un métier du vêtement qui consiste à préparer des matelas de tissus (empilement de plusieurs couches) et de découper le dit matelas en suivant un patron à l'aide d'une scie à ruban. Le coupeur industriel doit avoir une bonne connaissance des différents types d'étoffes et une bonne dextérité dans le maniement de la scie à ruban,.